# Jan Lucák
Jan Lucák (ur. 20 lipca 1912 w Strýčkovicach, zm. 10 marca 1997) – czechosłowacki żużlowiec.

## Życiorys
Trzykrotny medalista indywidualnych mistrzostw Czechosłowacji: srebrny (1954) oraz dwukrotnie brązowy (1949, 1955). Zwycięzca turnieju o "Zlatą Přilbę w Pardubicach (1951) oraz zdobywca III miejsca w tym turnieju (1938).
W późnych latach 50. XX wieku został trenerem czechosłowackiej reprezentacji w ice speedwayu.